# Maxillariinae
Maxillariinae, podtribus kaćunovki smješten u tribus Cymbidieae, dio potporodice Epidendroideae. Postoji 12 priznatih rodova; tipični je maksilarija (Maxillaria) sa 661 vrstom iz obje Amerike.

## Rodovi
1. Maxillaria Ruiz & Pav. (661 spp.)
2. Neomoorea Rolfe (1 sp.)
3. Lycaste Lindl. (50 spp.)
4. Anguloa Ruiz & Pav. (9 spp.)
5. Sudamerlycaste Archila (49 spp.)
6. Xylobium Lindl. (34 spp.)
7. Scuticaria Lindl. (12 spp.)
8. Rudolfiella Hoehne (7 spp.)
9. Bifrenaria Lindl. (23 spp.)
10. Guanchezia G. A. Romero & Carnevali (1 sp.)
11. Horvatia Garay (1 sp.)
12. Teuscheria Garay (10 spp.)